# لندن ۸۸۳۷
سیارک ۸۸۳۷ (به انگلیسی: 8837 London، نامگذاری:1989TF4) هشت هزار و هشتصد و سی و هفتمین سیارک کشف شده‌است که در ۷ اکتبر ۱۹۸۹ کشف شد.
قدر مطلق سیارک برابر ۱۳.۵ است.